# Drosophila arboloco
Drosophila arboloco är en tvåvingeart som beskrevs av Hunter 1979. Drosophila arboloco ingår i släktet Drosophila och familjen daggflugor.
Artens utbredningsområde är Colombia.